# Sam Mendes
Samuel Alexander Mendes CBE (Reading, Berkshire, Anglia, 1965. augusztus 1. –) Oscar-, kétszeres Golden Globe- és többszörös BAFTA-díjas brit film- és színházi rendező, producer.

## Élete
Tanulmányait a Magdalen College-ban, Oxfordban illetve a Cambridge-i Egyetemen végezte. A chichesteri Minerva Stúdiószínház művelődési igazgatója, 1992-től pedig a Donmar Warehouse művelődési igazgatója volt. Rendezett a londoni Old Vicben, a Young Vicben, a Királyi Shakespeare Társaságnál, a Nemzeti Színházban.

## Filmográfia

### Film
| Év   | Magyar cím                   | Eredeti cím                       | Feladatkör | Feladatkör | Feladatkör |
| Év   | Magyar cím                   | Eredeti cím                       | Rendező    | Producer   | Író        |
| ---- | ---------------------------- | --------------------------------- | ---------- | ---------- | ---------- |
| 1999 | Amerikai szépség             | American Beauty                   | Igen       | Nem        | Nem        |
| 2002 | A kárhozat útja              | Road to Perdition                 | Igen       | Igen       | Nem        |
| 2005 | Bőrnyakúak                   | Jarhead                           | Igen       | Nem        | Nem        |
| 2006 | A nagy kvízválasztó          | Starter for 10                    | Nem        | Vezető     | Nem        |
| 2007 | Papírsárkányok               | The Kite Runner                   | Nem        | Vezető     | Nem        |
| 2007 | A tűz martaléka              | Things We Lost in the Fire        | Nem        | Igen       | Nem        |
| 2008 | A szabadság útjai            | Revolutionary Road                | Igen       | Igen       | Nem        |
| 2009 | Továbbállók                  | Away We Go                        | Igen       | Nem        | Nem        |
| 2010 |                              | Out of the Ashes (dokumentumfilm) | Nem        | Vezető     | Nem        |
| 2012 | Skyfall                      | Skyfall                           | Igen       | Nem        | Nem        |
| 2012 | Vér                          | Blood                             | Nem        | Vezető     | Nem        |
| 2015 | Spectre – A Fantom visszatér | Spectre                           | Igen       | Nem        | Nem        |
| 2019 | 1917                         | 1917                              | Igen       | Igen       | Igen       |
| 2022 | A fény birodalma             | Empire of Light                   | Igen       | Igen       | Igen       |

### Televízió
Vezető producer
| Év        | Magyar cím                                   | Eredeti cím                    | Megjegyzések       |
| --------- | -------------------------------------------- | ------------------------------ | ------------------ |
| 2007      | Stuart: Visszapörgetett élet                 | Stuart: A Life Backwards       | tévéfilm           |
| 2012      | Hívják a bábát                               | Call the Midwife               | televíziós sorozat |
| 2012–2016 | Hollow Crown – Koronák harca                 | The Hollow Crown               | 7 epizód           |
| 2014–2016 | Londoni rémtörténetek                        | Penny Dreadful                 | 27 epizód          |
| 2017–2019 |                                              | Britannia                      | 19 epizód          |
| 2018      | Besúgó                                       | Informer                       | 6 epizód           |
| 2020      | Los Angeles-i rémtörténetek: Angyalok városa | Penny Dreadful: City of Angels | 10 epizód          |

## Színházi rendezései
- Cseresznyéskert
- Kean, a színész
- Troilus és Cressida
- Az alkimista és a szűz
- II. Richárd
- A vihar
- Little Voice (1998)
- Kabaré (1993)
- Glengarry Glen Ross
- Üvegfigurák
- Habeas corpus
- Oliver

## Díjai
- Kritikusok díja (1989, 1993, 1996)
- Olivier-díj (1996)
- Golden Globe-díj (2000, 2020)
- Oscar-díj (2000)